# Trehøje Kommune
| Strukturdaten       | Strukturdaten   |
| ------------------- | --------------- |
| Sitz der Verwaltung | Vildbjerg       |
| Fläche              | 295,77 km²      |
| Einwohner           | 9.986 (2006)    |
| Kommune seit 2007   | Herning Kommune |

Trehøje Kommune war bis Dezember 2006 eine dänische Kommune im damaligen Ringkjøbing Amt in Jütland. Seit Januar 2007 ist sie zusammen mit der “alten” Herning Kommune, der Aulum-Haderup Kommune und der Aaskov Kommune Teil der neuen Herning Kommune.
Trehøje Kommune entstand im Zuge der Verwaltungsreform von 1970 und umfasste folgende Sogn:
- Nørre Omme Sogn
- Nøvling Sogn
- Timring Sogn
- Vildbjerg Sogn
- Vind Sogn
- Vinding Sogn